# Jawdat Said
Jawdat Said (arabisk جودت سعيد) (født 1931, død 30. januar 2022) var en cirkassisk islamisk lærd, der tilhørte skolen startet af de berømte islamiske tænkere professor Malek Bennabi og Muhammad Iqbal. 

## Eksterne links
- Official website
- "Jawdat Said, Islam as a Violence-Free Religion" – profile by Bashar Humeid Arkiveret 27. september 2007 hos  Wayback Machine